# 호지마트 에르키노프
호지마트 보티르 오글리 에르키노프(우즈베크어: Khojimat Botir o'g'li Erkinov, 2001년 5월 29일 ~ )는 우즈베키스탄 슈퍼리그의 파흐타코르와 우즈베키스탄 국가대표팀에서 뛰는 우즈베키스탄의 프로 축구 선수이다.

## 구단 경력
그는 2019년 7월 30일, 코칸트 1912 소속으로 우즈베키스탄 슈퍼리그 데뷔 전을 치렀으며, 상대는 소그디아나였다.
2022년 7월 8일, 에르키노프는 러시아 프리미어리그 클럽 토르페도 모스크바와 3년 계약을 체결했다.
2023년 7월 4일, 에르키노프는 시즌 임대 형식으로 파흐타코르로 복귀했다.

## 국가대표팀 경력
그는 2020년 9월 3일, 타지키스탄과의 친선 경기에서 우즈베키스탄 국가대표팀 데뷔 전을 치렀다. 2022년 9월 23일, 에르키노프는 카메룬과의 친선 경기에서 국가대표팀 첫 골을 기록했다.
2021년, 그는 우즈베키스탄 U-23 국가대표팀에서 9경기에 출전하여 1골을 기록했다. 2022년 AFC U-23 아시안컵에서 은메달을 획득했다.
2023년 CAFA 네이션스컵에서는 4경기에 출전해 1골을 넣으며 준우승을 차지했다.
2023년 AFC 아시안컵에서는 5경기에 출전하여 8강에 진출했다.